# 拉韦西利亚
拉韦西利亚，是西班牙卡斯蒂利亚-莱昂莱昂省的一个市镇。 总面积44平方公里，2001年普查人口總數為448人，人口密度為每平方公里10人。